# Grebo (Zweden)
Grebo is een plaats in de gemeente Åtvidaberg in het landschap Östergötland en de provincie Östergötlands län in Zweden. De plaats heeft 979 inwoners (2005) en een oppervlakte van 62 hectare.

## Verkeer en vervoer
Bij de plaats loopt de Riksväg 35.